# Ayub Daud
Ayub Mohammed Omar, född 24 februari 1990 i Mogadishu, är en somalisk fotbollsspelare. I Juventus var han utlånad till bland annat FC Crotone och Cosenza. Hans enda framträdande för Juventus i Serie A kom mot Bologna FC i en match som slutade 4–1 till Juventus. 

## Meriter

### Juventus
- Supercoppa Primavera: 2007
- Torneo di Viareggio: 2009